# Тэмуге
Тэмуге (монг. Тэмүгэ?, ᠲᠡᠮᠦᠭᠡ?; 1168? — 1246) — один из младших братьев Чингисхана.

## Биография
Тэмуге был четвёртым сыном Есугея и Оэлун (у Есугея была и другая жена — Сочигэл). «Сокровенное сказание монголов» повествует, что «когда Тэмуджину было 9 лет от роду, Тэмуге было три года». Будучи самым младшим мальчиком в семье, он получил приставку к имени «отчигин» (уменьшительно-ласкательное от «отгон» («младший»), который в семье всегда был «хранителем семьи и очага»), и потому часто упоминается как Тэмуге-Отчигин или просто Отчигин. В детстве и отрочестве был несколько избалован матерью и старшими братьями, склонен к роскоши, но был «мужественным, властным и быстрым в бою», что признавалось даже врагами. Когда будучи уже полноправным правителем всей Монголии, Чингисхан обустраивал государственные дела в 1207 году, Тэмуге и их мать Оэлун получили самые большие наделы и самое большое число подданных.
Когда шаман Кокочу (Тэб-Тенгри) стал перетягивать власть над монголами на себя, то с санкции Чингисхана Тэмуге под видом борцовского поединка убил Кокочу. Когда Чингисхан уходил в военные походы, на попечение Тэмуге оставалась Монголия (родовые владения). Тэмуге проявил себя опытным политиком и умелым правителем, который вместе со своей матерью Оэлун управлял Монголией в отсутствие его старших братьев, занятых в длительных завоевательных походах.
Тэмуге попытался выйти на главную политическую арену после смерти в 1241 году сына Чингисхана, великого хана Угедея. В связи с тем, что сын Угедея Гуюк в это время находился в Западном походе, Тэмуге-отчигин сделал попытку захватить трон, однако ему оказала противодействие Дорегене, вдова Угедея и мать Гуюка. После того, как в 1246 году на курултае новым великим ханом был избран Гуюк, Тэмуге был казнён, как и несколько монгольских и иностранных советников и пособников самой Дорегене.

## В культуре
Тэмуге стал персонажем романа И. К. Калашникова «Жестокий век» (1978).